# Янкер, Карстен
Ка́рстен Я́нкер (нем. Carsten Jancker; 28 августа 1974, Гревесмюлен, ГДР) — немецкий футболист, нападающий. В настоящее время тренер.

## Карьера

### Карьера игрока
В юности играл в «Висмаре» и юношеских командах «Ганзы» и «Кёльна». В 1992 году подписал контракт с основной командой «Кёльна»; первый для Янкера выход за этот клуб состоялся 25 сентября 1993 года в матче против «Лейпцига» и уже 11 сентября 1993 года участвовал в своём первом матче за Кубок Германии, в котором «Кёльн» уступил второму составу «Баварии». В следующем сезоне Янкер всего дважды выходил на поле, после чего решил уйти. Следующим его клубом стал венский «Рапид», за который он провёл 27 игр и забил 7 голов. Также в составе «Рапида» дошёл до финала Кубка кубков 1996, где австрийская команда уступила «Пари Сен-Жермен» со счётом 0:1.
В 1996 году вернулся в Германию в качестве игрока мюнхенской «Баварии», за которую сыграл 143 матча и забил 48 голов. В 2002 году перешёл в «Удинезе». 22 марта 2004 года расторг свой 5-летний контракт и вновь вернулся в Бундеслигу, теперь в состав команды «Кайзерслаутерн». В 2005 году стал лучшим бомбардиром Кубка Германии (в частности забил 6 мячей в матче первого раунда против "Шёнберга".
В 2006 году подписал контракт с клубом «Шанхай Шеньхуа» сроком на один год и сыграл за это время 11 матчей в китайской футбольной лиге.
В 2007 году снова вернулся в Австрию, став игроком клуба «Маттерсбург», в котором позднее, в 2009 году, завершил карьеру футболиста.

### Национальная сборная
До 1993 года выступал за юношеские сборные Германии. В 1998 году впервые вышел на поле в качестве игрока сборной Германии, заменив на 73-й минуте Ульфа Кирстена в матче против Молдавии. Принимал участие в чемпионате Европы 2000 и чемпионате мира 2002. За свою карьеру в сборной Янкер провёл 33 игры, забив 10 голов.

### Тренерская карьера
18 февраля 2010 года Янкер стал тренером клуба «Нойзидль» австрийской лиги. 27 апреля того же года стало известно, что он будет тренировать свой бывший клуб «Рапид». В апреле 2013 года он стал помощником тренера основной команды «Рапид». 1 июня 2017 года Янкер возглавил клуб Региональной лиги Австрии «Хорн». 23 февраля 2021 назначен главным тренером клуба "Леобен".

## Достижения
«Рапид» (Вена)
- Чемпион Австрии: 1995/96
- Финалист Кубка кубков 1995/96

«Бавария»
- Победитель Лиги чемпионов УЕФА: 2000/01
- Победитель Межконтинентального кубка: 2001
- Чемпион Германии: 1996/97, 1998/99, 1999/00, 2000/01
- Обладатель Кубка Германии: 1998, 2000

Сборная Германии
- Вице-чемпион ЧМ-2002